# Tomáš Holoubek
J.M. can. ThDr. Tomáš Holoubek (23. února 1920, Jílovice – 14. ledna 1981, Litoměřice) byl český římskokatolický kněz, kanovník Katedrální kapituly u sv. Štěpána v Litoměřicích a v letech 1968 až 1974 generální vikář, dále kancléř a ekonom litoměřické diecéze.

## Život

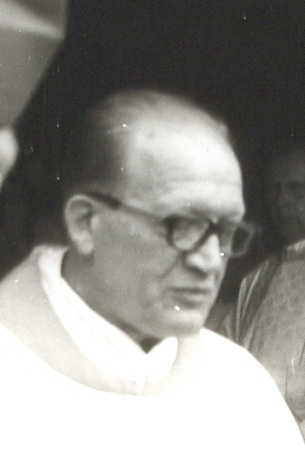
Kanovník Tomáš Holoubek (2. 7. 1977)

Kněžské svěcení přijal 29. června 1949 v Litoměřicích. Působil jako duchovní správce v Cítolibech, následně ve Vtelně (do června 1955), odkud spravoval excurrendo také farnosti Slatinice a Židovice, a později v Teplicích-Trnovanech (od roku 1965). Během zdejšího působení zachránil mezi lety 1967-69 kostel sv. Alžběty v Teplicích-Šanově od demolice. Když se biskup Trochta v roce 1968 znovu ujal vedení litoměřické diecéze, jmenoval Holoubka svým generálním vikářem.
Dne 28. září 1972 byl jmenován kanovníkem katedrální kapituly u sv. Štěpána s kanonikátem königseggovským II.
Od 70. let byl Holoubek také předsedou Sdružení katolických duchovních Pacem in terris v Severočeském kraji. Po Trochtově smrti zůstal na litoměřickém biskupství jako kancléř. Zemřel 14. ledna 1981 ve věku 60 let a 21. ledna 1981  byl po koncelebrované mši svaté v katedrále sv. Štěpána pohřben na litoměřickém hřbitově do kanovnické kapitulní hrobky.